# Oscar Miñarro
Monseñor Oscar Eduardo Miñarro (Buenos Aires, 15 de septiembre de 1960) es un sacerdote católico argentino y administrador apostólico de la Diócesis de Alto Valle del Río Negro.

## Vida
Hijo de Selva Guajardo  y de Víctor Miñarro, Oscar Miñarro nació en Buenos Aires y pasó su infancia y adolescencia en Ituzaingó. Cursó algunas materias en la Facultad de Ciencias Químicas de la Universidad de Buenos Aires pero se recibió de maestro de escuela primaria en el Instituto de Formación Docente  45 de Haedo. 
En 1989 ingresó en el seminario San José, de la Diócesis de Morón y fue ordenado sacerdote el 25 de marzo de 1995 por el obispo Justo Oscar Laguna. Su primera parroquia fue la iglesia de Nuestra Señora de Itatí en Moreno y desde 2009 hasta su designación como obispo auxiliar, el padre Miñarro fue cura párroco de la iglesia de Nuestra Señora de la Merced en Merlo. En 1997, cuando se crea la Diócesis de Merlo-Moreno, el padre Miñarro queda incardinado en esta diócesis.
El padre Miñarro desempeñó varios cargos en la Iglesia: fue delegado diocesano de Pastoral Vocacional, miembro del Consejo Presbiteral y vicario episcopal de Educación, entre otros cargos.
Es profesor de Filosofía y Ciencias Sagradas y Doctrina Social de la Iglesia. Desde 2013, el padre Miñarro es vicario general de la diócesis.
El padre Miñarro tiene como ejemplos al arzobispo Óscar Romero y a monseñor Enrique Angelelli.
Debido a la edad y a la gran carga de trabajo del obispo Fernando Carlos Maletti, el papa Francisco designó al padre Miñarro como obispo auxiliar de la Diócesis de Merlo-Moreno y titular de Antium el 19 de septiembre de 2016. Fue ordenado obispo el 3 de diciembre de 2016 por los obispos Maletti, Jorge Casaretto y Santiago Olivera, obispo de Cruz del Eje. El acto tuvo lugar en la iglesia catedral de Nuestra Señora del Rosario, Moreno, y estuvieron presentes los intendentes Gustavo Menéndez y Walte Festa.

## Pensamiento político
El padre Miñarro pertenece al ala progresista de la Iglesia católica, responde al grupo de Curas en la Opción por los Pobres, cuya cabeza visible es el padre Eduardo de la Serna.
En 1999, el padre Miñarro rechazó el pedido del general Lino Oviedo de incorporar a tres de sus hijos a la escuela de la parroquia de Moreno “para no alterar el normal desenvolvimiento de la comunidad educativa”.
El padre Miñarro es partidario de la expresidenta Cristina Fernández y firmó una carta con otros sacerdotes en la que se agradecía a la expresidenta por su labor social en favor de los pobres.
En 2014 el padre Miñarro fue distinguido como Vecino Destacado de Merlo por el exintendente Raúl Othacehé.